# Liste der Baudenkmäler in Allershausen

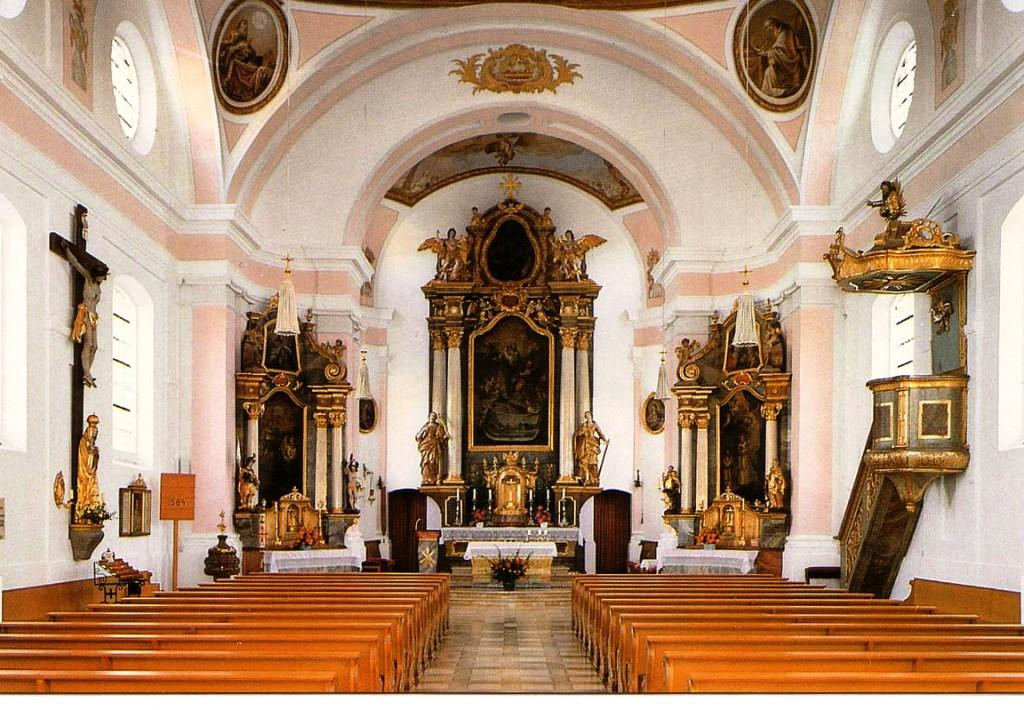
Innenraum von St. Josef in Allershausen

Auf dieser Seite sind die Baudenkmäler in der oberbayerischen Gemeinde Allershausen zusammengestellt. Diese Tabelle ist eine Teilliste der Liste der Baudenkmäler in Bayern. Grundlage ist die Bayerische Denkmalliste, die auf Basis des Bayerischen Denkmalschutzgesetzes vom 1. Oktober 1973 erstmals erstellt wurde und seither durch das Bayerische Landesamt für Denkmalpflege geführt wird. Die folgenden Angaben ersetzen nicht die rechtsverbindliche Auskunft der Denkmalschutzbehörde.

## Baudenkmäler nach Ortsteilen

### Allershausen
| Lage                           | Objekt                             | Beschreibung | Akten-Nr.     | Bild           |
| ------------------------------ | ---------------------------------- | --- | ------------- | -------------- |
| Kirchstraße 7 (Standort)       | Taubenhaus                         | zweistöckig mit umlaufenden Lauben und 104 Fächern, 2. Hälfte 19. Jh. | D-1-78-113-24 | BW             |
| Kirchstraße 9 (Standort)       | Katholisches Pfarrhaus             | Zweigeschossiger barocker Putzbau mit Speichergeschoss und flachem Walmdach, bezeichnet mit „1752“, wesentlich erneuert 1860/80 | D-1-78-113-3  | weitere Bilder |
| Kirchstraße 11 (Standort)      | Katholische Pfarrkirche St. Joseph | Spätbarocke Saalkirche mit Teilen der mittelalterlichen Chorturmkirche und angefügter Sakristei, von Franz Anton Kirchgrabner 1777–83 erbaut, Turm des 15. Jahrhunderts um 1872 erhöht, Langhausverlängerung und Neobarockisierung der Fassade 1892; mit Ausstattung | D-1-78-113-4  | weitere Bilder |
| Münchener Straße 12 (Standort) | Kriegerdenkmal für 1914/18         | Pfeiler auf hohem Postament mit Löwe | D-1-78-113-6  | weitere Bilder |

### Aiterbach
| Lage                        | Objekt                                | Beschreibung | Akten-Nr.              | Bild            |
| --------------------------- | ------------------------------------- | --- | ---------------------- | --------------- |
| Am Kalvarienberg (Standort) | Kalvarienberg                         | Kalvarienberg mit barockisierender Kreuzigungsgruppe aus Holz 12 stelenförmige Kreuzwegstationen mit Bildklappe als östlicher Aufgang und unterirdischen Grabkammern als 14. Station, errichtet 1845/46 | D-1-78-113-14 Wikidata | weitere Bilder  |
| Atterstraße 25 (Standort)   | Mörtelplastiken                       | Drei Heiligenreliefs am Giebel, bezeichnet mit „1891“ | D-1-78-113-9           | Mörtelplastiken |
| Atterstraße 37 (Standort)   | Katholische Filialkirche St. Brictius | Barocker Saalbau mit eingezogenem polygonalem Chor, angefügter Sakristei und Zwiebelturm, geweiht 1710; mit Ausstattung                                                                                 | D-1-78-113-10          | weitere Bilder  |
| Atterstraße 51 (Standort)   | Ehemaliges Kleinbauernhaus            | Zweigeschossiger Greddachbau mit weitem Dachvorstand und Teil des Oberstocks in Blockbauweise, Ende 18./Anfang 19. Jahrhundert                                                                          | D-1-78-113-11          | weitere Bilder  |
| Schloßstraße 5 (Standort)   | Ehemaliges Schloss                    | Schlichter kubischer Bau mit Mansardwalmdach und Fassadengliederung, bezeichnet mit „1711“ | D-1-78-113-13          | weitere Bilder  |

### Eggenberg
| Lage                    | Objekt      | Beschreibung                                                       | Akten-Nr.     | Bild           |
| ----------------------- | ----------- | ------------------------------------------------------------------ | ------------- | -------------- |
| In Eggenberg (Standort) | Feldkapelle | Schlichter Apsidenbau des frühen 19. Jahrhunderts; mit Ausstattung | D-1-78-113-15 | weitere Bilder |

### Laimbach
| Lage                  | Objekt                    | Beschreibung | Akten-Nr.     | Bild           |
| --------------------- | ------------------------- | --- | ------------- | -------------- |
| Laimbach 6 (Standort) | Ehemaliger Mitterstallbau | Langgestrecktes erdgeschossiges Bauernhaus mit Greddach und angehobener Traufe über dem Tenntor (sogenanntes Froschmaul), Erbauungszeit dendrochronologisch datiert 1826/7, Gebäude 1875 verlängert | D-1-78-113-16 | weitere Bilder |

### Leonhardsbuch
| Lage                      | Objekt                                | Beschreibung | Akten-Nr.     | Bild           |
| ------------------------- | ------------------------------------- | --- | ------------- | -------------- |
| Am Kirchberg 6 (Standort) | Katholische Filialkirche St. Leonhard | Im Kern mittelalterlicher Saalbau mit eingezogenem geradem Chorabschluss, angefügter Sakristei und Westturm mit Zwiebelhaube, Umgestaltung im frühen 17. Jahrhundert, Turm um 1700; mit Ausstattung | D-1-78-113-17 | weitere Bilder |

### Oberallershausen
| Lage                                    | Objekt                                                    | Beschreibung | Akten-Nr.    | Bild                                                      |
| --------------------------------------- | --------------------------------------------------------- | --- | ------------ | --------------------------------------------------------- |
| Albert-Schweitzer-Straße 1 (Standort)   | Ehemaliges protestantisches Schulhaus, heute Gemeindehaus | Zweigeschossiger kubischer Walmdachbau, um 1835 – inzwischen mit Anbau versehen und zum Gemeindehaus erweitert                        | D-1-78-113-2 | Ehemaliges protestantisches Schulhaus, heute Gemeindehaus |
| Johannes-Dannheimer-Straße 2 (Standort) | Evangelisch-lutherisches Pfarrhaus                        | Zweigeschossiger biedermeierlicher Putzbau mit Zeltdach, 1835                                                                         | D-1-78-113-7 | Evangelisch-lutherisches Pfarrhaus                        |
| Johannes-Dannheimer-Straße 4 (Standort) | Evangelisch-Lutherische Pfarrkirche                       | Schlichter Saalbau mit geradem Chorabschluss und Fassadenturm in klassizistischer Bauweise, nach Plänen von Daniel Ohlmüller, 1835–37 | D-1-78-113-8 | weitere Bilder                                            |

### Oberkienberg
| Lage                      | Objekt            | Beschreibung | Akten-Nr.     | Bild           |
| ------------------------- | ----------------- | --- | ------------- | -------------- |
| Oberkienberg 5 (Standort) | Kapelle St. Vitus | Kleiner gotischer Saalbau mit polygonalem Chor und Dachreiter, erbaut im 14./15. Jahrhundert, Dachwerk um 1860 (dendrochronologisch datiert); mit Ausstattung | D-1-78-113-18 | weitere Bilder |

### Reckmühle
| Lage                    | Objekt    | Beschreibung | Akten-Nr.     | Bild           |
| ----------------------- | --------- | --- | ------------- | -------------- |
| Reckmühle 20 (Standort) | Reckmühle | Zweigeschossiges Wohnhaus mit Schweifgiebel von 1656 und kunstvollem Portal um 1950 Sägemühle, mehrgeschossiger Satteldachbau mit Putzgliederungen und Turm, Ende 19. Jahrhundert | D-1-78-113-19 | weitere Bilder |

### Tünzhausen
| Lage                     | Objekt                                      | Beschreibung | Akten-Nr.     | Bild           |
| ------------------------ | ------------------------------------------- | --- | ------------- | -------------- |
| In Tünzhausen (Standort) | Katholische Filialkirche St. Peter und Paul | Spätromanische Chorturmkirche mit angefügtem Langhaus, geradem Chorabschluss und angebauter Sakristei, 13. Jahrhundert, Langhaus 1664 verlängert und Barockisierung um 1715/45; mit Ausstattung | D-1-78-113-20 | weitere Bilder |

### Unterkienberg
| Lage                  | Objekt                                      | Beschreibung | Akten-Nr.     | Bild           |
| --------------------- | ------------------------------------------- | --- | ------------- | -------------- |
| Kirchweg 2 (Standort) | Katholische Filialkirche St. Peter und Paul | Im Kern romanischer Saalbau mit geradem Chorabschluss, angefügter Sakristei und Chorflankenturm, 1856 erneuert; mit Ausstattung | D-1-78-113-21 | weitere Bilder |
| Ziegelfeld (Standort) | Wegkapelle                                  | Kleiner Massivbau mit eingezogener Apsis und Lourdesgrotte, um 1870/80                                                          | D-1-78-113-22 | weitere Bilder |

## Ehemalige Baudenkmäler
In diesem Abschnitt sind Objekte aufgeführt, die früher einmal in der Denkmalliste eingetragen waren, jetzt aber nicht mehr. Objekte, die in anderem Zusammenhang also z. B. als Teil eines Baudenkmals weiter eingetragen sind, sollen hier nicht aufgeführt werden. Aktennummern in diesem Abschnitt sind ehemalige, jetzt nicht mehr gültige Aktennummern.

| Lage                                                 | Objekt                               | Beschreibung | Akten-Nr.               | Bild |
| ---------------------------------------------------- | ------------------------------------ | --- | ----------------------- | ---- |
| Oberallershausen Albert-Schweitzer-Straße (Standort) | Ehemaliges Ensemble Oberallershausen | Das Ensemble ist kirchlicher und schulischer Mittelpunkt der im frühen 19. Jahrhundert begründeten dörflichen Neusiedlung Oberallershausen. Die Siedler waren – wie in einigen ähnlichen Neusiedlungen dieser Zeit in Oberbayern – Pfälzer Protestanten, die von König Max I. Joseph, meist zur Kultivierung von Moosböden, in diesen Landesteil gerufen worden waren. Das Ensemble umfasst eine einheitliche, einer schmalen Dorfgasse zugeordnete Gruppe von drei Bauten, der kleinen Evangelisch-Lutherischen Pfarrkirche am westlichen Endpunkt der Gasse, dem Pfarrhaus und dem ehemaligen Schulhaus, letzteres zugleich Eckbau zur Hauptstraße des Dorfes (Albert-Schweitzer-Straße). Die beiden Häuser, nüchterne Walmdachbauten, sind von Gärten locker umgeben, die Kirche besitzt einen von Bäumen bestandenen Vorplatz, während sich seitlich der alte ummauerte Friedhof anschließt. Im Charakter der Bauten werden die lutherische Konfession der Einwanderer, ihr sparsamer Kolonistengeist und der schlichte ländliche Klassizismus anschaulich. | E-1-78-113-1            | BW   |
| Allershausen Münchener Straße 1 (Standort)           | Marienrelief                         | Wohl 1889, an der Scheune | D-1-78-113-5 ? Wikidata | BW   |